# Donald Kagan

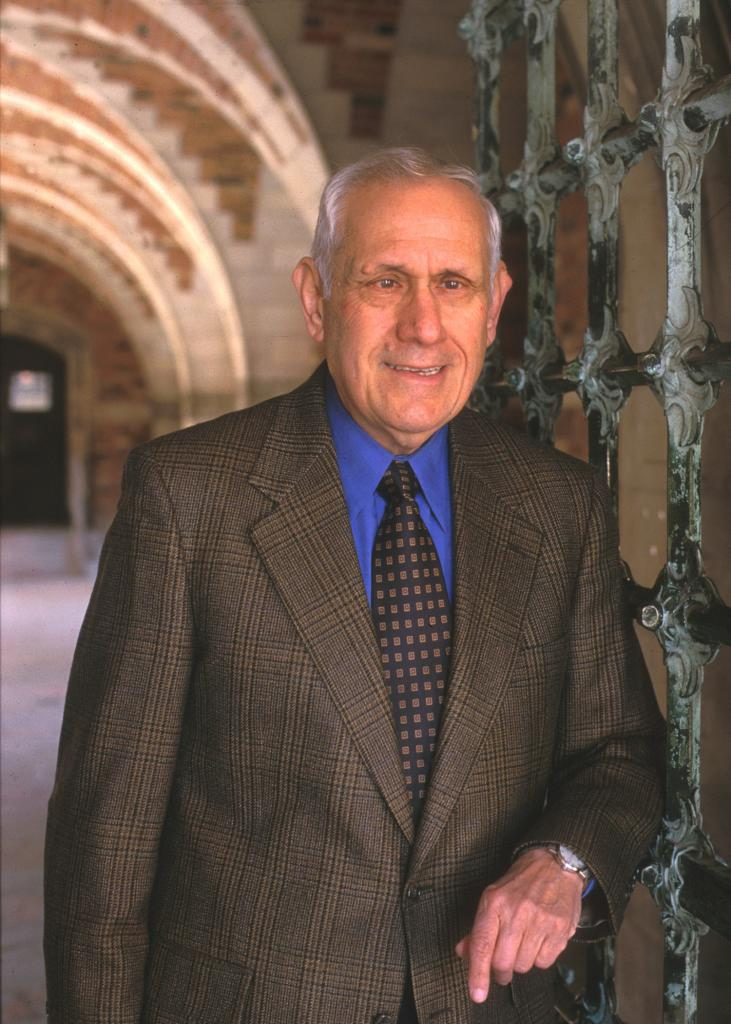

Donald Kagan (ur. 1 maja 1932 w Kurszanach; zm. 6 sierpnia 2021 w Waszyngtonie) – amerykański wykładowca, analityk polityczny, jeden z najbardziej znanych i wpływowych neokonserwatystów.
Pochodzi z rodziny litewskich Żydów. Jest ojcem Roberta Kagana, poczytnego pisarza i publicysty, oraz Fredericka Kagana, wykładowcy akademii wojskowej.
Ukończył studia na Uniwersytecie Browna, doktoryzował się na Uniwersytecie Stanu Ohio (1958). Był wykładowcą historii klasycznej na Uniwersytecie Yale, specjalistą w zakresie starożytnej Grecji.

## Publikacje
- The Great Dialogue: A History of Greek Political Thought from Homer to Polybius, New York: Free Press (1965)
- The Outbreak of the Peloponnesian War, Ithaca: Cornell University Press, ISBN 0-8014-0501-7 (1969)
- The Archidamian War, Ithaca: Cornell University Press. ISBN 0-8014-0889-X (1974)
- The Peace of Nicias and the Sicilian Expedition, Ithaca: Cornell University Press, ISBN 0-8014-1367-2 1981)
- The Fall of the Athenian Empire, Ithaca: Cornell University Press. ISBN 0-8014-1935-2 (1987)
- Pericles of Athens and the Birth of Democracy, New York: The Free Press. ISBN 0-684-86395-2 (1991)
- On the Origins of War and the Preservation of Peace, New York: Doubleday. ISBN 0-385-42374-8 (1995)
- While America Sleeps, New York: St. Martin's Press, ISBN 0-312-20624-0 (współautor: Frederick Kagan) (2000)
- The Western Heritage, New York: Prentice Hall, ISBN 0-13-182839-8 (współautorzy: Steven Ozment i Frank M. Turner) (2003)
- The Heritage of World Civilizations (współautorzy: Albert M. Craig, William A. Graham, Steven Ozment i Frank M. Turner) (2000)
- The Peloponnesian War, New York: Viking Press. ISBN 0-670-03211-5 (2003).